# Nordstemmen
Nordstemmen er en by og kommune i det centrale Tyskland med 12.150(2023) indbyggere, hørende under Landkreis Hildesheim i den sydlige del af delstaten Niedersachsen. Den er beliggende ved floden Leine, omkring 10 km vest for Hildesheim, og 25 km syd for Hannover.

## Geografi
Nordstemmen ligger ved sydenden af den Nordtyske Slette ved de nordvestlige udløbere af Hildesheimer Wald omkring 1 km øst for floden Hallers udmunding i Leine.
Kommunen Nordstemmen grænser (med uret fra nordøst) til Sarstedt, Giesen, Hildesheim, Gronau og Elze (alle i Landkreis Hildesheim), samt til Springe og Pattensen (begge i Region Hannover).

### Byer og bydistrikter
Kommunen inddeles geografisk på følgende lokaliteter. Indbyggertallene (inklusiv kommunens samlede 11.965) er fra 30. september 2019:
- Adensen (876)
- Barnten (962)
- Burgstemmen med Burg Poppenburg (1066)
- Groß Escherde (626)
- Hallerburg (110)
- Heyersum (869)
- Klein Escherde (490)
- Mahlerten (599)
- Nordstemmen (selve byen) (4730)
- Rössing (1637)